# 卡斯铁尔法维布
卡斯铁尔法维布，是西班牙巴伦西亚自治区巴伦西亚省的一个市镇。总面积106平方公里，总人口302人（2001年），人口密度3人/平方公里。